# Rui Capela Batista
Rui José Capela Batista (Beja, 6 de mayo de 1969) es un exfutbolista y entrenador de fútbol portugués. Actualmente, es entrenador del Al-Khor del Catar.

## Biografía
Rui Capela Batista nació a 6 de mayo de 1969 en Beja. Como jugador de fútbol, hizo su formación en el Deportivo de Beja, habiendo terminado esta etapa en SC Farense. Desde entonces, pasó por varios clubes hasta terminar su carrera a los 32 años en el Grupo Deportivo de la Laguna por lesión. Fue internacional por la selección portuguesa en los escalones de sub-16, sub-18 y jugó bajo la orientación de Carlos Queiroz en la selección principal.
Después de retirarse como jugador de fútbol, Rui Capela Batista desempeñó funciones de coordinador técnico entre 2001 y 2010 en varios clubes de la región de Algarve (Quarteirense, Grupo Desportivo da Lagoa, Portimonense SC, Esperança de Lagos).
Rui Capela Batista terminó su primer curso de entrenador en la Escuela Nacional de Educación Física en Paraguay en 2011, altura en que ingresó en el 3 de Febrero de la Segunda División de Paraguay como coordinador técnico donde fue campeón en 2013. Fue también entrenador del equipo de juniores donde conquistó su primer campeonato como entrenador principal. Conquistó el torneo internacional Saudades en Santa Catarina, Brasil.
En 2013/2014, Rui Capela Batista emigró para Bangladés para entrenar el Mohammedan SC donde venció la Copa de Bangladés.
En 2014/2015, aceptó la invitación del Wydad, de Marruecos, para volver a desempeñar la función de coordinador técnico donde fue campeón nacional.
A 15 de febrero de 2015, Rui Capela Batista ingresó en el FK Kruoja Pakruojis, de Lituania como entrenador principal.
Después de la salida del FK Kruoja Pakruojis, por incumplimiento salarial de la parte del club, Rui Capela Batista completó el 4.º nivel de entrenador UEFA Pro en Portugal.
En agosto de 2015, firmó por el Al-Khor del Catar donde comenzó por entrenar el equipo B y ahora entrena el equipo de sub-23. Renovó su contrato con el club en mayo de 2016. En febrero de 2019, Rui Capela Batista fue promovido a asistente principal del primer equipo de Al-Khor.

## Títulos

### 3 de Febrero
- 2011 - Vencedor - Campeonato de Juniores
- 2013 - Vencedor - Segunda División

### Mohammedan SC
- 2014 - Vencedor - Federation Cup (Copa de Bangladés)

### Wydad Athletic Club
- 2015 - Vencedor - Campeonato de Marruecos